# Tysk-österrikiska backhopparveckan 2013/2014
Tysk-österrikiska backhopparveckan 2013/2014 hölls i Oberstdorf, Garmisch-Partenkirchen, Innsbruck och Bischofshofen, under perioden 29 december 2013 - 6 januari 2014, och vanns av Thomas Diethart. 
Regerande vinnare från föregående säsongs hoppvecka var Gregor Schlierenzauer, Österrike.

## Resultat

### Oberstdorf
HS 137 Schattenbergschanze, Tyskland

29 december 2013
| Rank | Namn               | Land      | Längd hopp 1 (m) | Längd hopp 2 (m) | Poäng | Slutpoäng (Rank) | Total världscup -poäng (Rank) |
| ---- | ------------------ | --------- | ---------------- | ---------------- | ----- | ---------------- | ----------------------------- |
| 1    | Simon Ammann       | Schweiz   | 139,0            | 133,0            | 301,9 | 301,9 (1)        | 344 (4)                       |
| 2    | Anders Bardal      | Norge     | 133,0            | 133,5            | 297,9 | 297,9 (2)        | 391 (2)                       |
| 3    | Thomas Diethart    | Österrike | 139,0            | 134,5            | 297,3 | 297,3 (3)        | 150 (17)                      |
| 3    | Peter Prevc        | Slovenien | 139,5            | 134,0            | 297,3 | 297,3 (3)        | 194 (13)                      |
| 5    | Thomas Morgenstern | Österrike | 132,0            | 134,5            | 296,8 | 296,8 (5)        | 266 (7)                       |

### Garmisch-Partenkirchen
HS 140 Große Olympiaschanze, Tyskland

1 januari 2014
| Rank | Namn               | Land      | Längd hopp 1 (m) | Längd hopp 2 (m) | Poäng | Slutpoäng (Rank) | Total världscup -poäng (Rank) |
| ---- | ------------------ | --------- | ---------------- | ---------------- | ----- | ---------------- | ----------------------------- |
| 1    | Thomas Diethart    | Österrike | 141,0            | 140,5            | 296,1 | 593,4 (1)        | 250 (10)                      |
| 2    | Thomas Morgenstern | Österrike | 139.0            | 139.0            | 285,1 | 581,9 (2)        | 346 (5)                       |
| 3    | Simon Ammann       | Schweiz   | 133,5            | 139,0            | 278,5 | 580,4 (3)        | 404 (4)                       |
| 4    | Anders Fannemel    | Norge     | 138,0            | 136,5            | 275,7 | 275,7 (36)       | 128 (21)                      |
| 5    | Andreas Wellinger  | Tyskland  | 134,0            | 134,5            | 267,2 | 510,4 (16)       | 306 (6)                       |

### Innsbruck
HS 130 Bergiselschanze, Österrike

4 januari 2014
| Rank | Namn                  | Land      | Längd (m) | Poäng | Slutpoäng (Rank) | Total världscup -poäng (Rank) |
| ---- | --------------------- | --------- | --------- | ----- | ---------------- | ----------------------------- |
| 1    | Anssi Koivuranta      | Finland   | 132,5     | 127,5 | 515,1 (23)       | 126 (22)                      |
| 2    | Simon Ammann          | Schweiz   | 133,5     | 126,3 | 706,7 (2)        | 484 (2)                       |
| 3    | Kamil Stoch           | Polen     | 126,5     | 126,2 | 663,1 (8)        | 526 (1)                       |
| 4    | Gregor Schlierenzauer | Österrike | 131,5     | 125,4 | 671,8 (7)        | 463 (3)                       |
| 5    | Thomas Diethart       | Österrike | 126,5     | 122,7 | 716,1 (1)        | 295 (9)                       |

### Bischofshofen
HS 140 Paul-Ausserleitner-Schanze, Österrike

6 januari 2014
| Rank | Namn               | Land      | Längd hopp 1 (m) | Längd hopp 2 (m) | Poäng | Slutpoäng (Rank) | Total världscup -poäng (Rank) |
| ---- | ------------------ | --------- | ---------------- | ---------------- | ----- | ---------------- | ----------------------------- |
| 1    | Thomas Diethart    | Österrike | 138,5            | 140,0            | 296,5 | 1012,6 (1)       | 395 (6)                       |
| 2    | Peter Prevc        | Slovenien | 139,5            | 138,5            | 294,8 | 971,3 (4)        | 327 (10)                      |
| 3    | Thomas Morgenstern | Österrike | 137,0            | 142,0            | 293,6 | 994,3 (2)        | 438 (5)                       |
| 4    | Simon Ammann       | Schweiz   | 137,5            | 137,0            | 285,7 | 992,4 (3)        | 534 (2)                       |
| 5    | Noriaki Kasai      | Japan     | 133,5            | 137,5            | 281,0 | 962,1 (5)        | 386 (7)                       |

### Slutställning
Finalställningen efter fyra moment. Thomas Diethart blev totalvinnaren.
| Rank | Namn                  | Nation    | Oberstdorf | Garmisch-Partenkirchen | Innsbruck  | Bischofshofen | Slutpoäng |
| ---- | --------------------- | --------- | ---------- | ---------------------- | ---------- | ------------- | --------- |
| 1    | Thomas Diethart       | Österrike | 297,3 (3)  | 296,1 (1)              | 122,7 (5)  | 296,5 (1)     | 1012,6    |
| 2    | Thomas Morgenstern    | Österrike | 296,8 (5)  | 285,1 (2)              | 118,8 (8)  | 293,6 (3)     | 994,3     |
| 3    | Simon Ammann          | Schweiz   | 301,9 (1)  | 278,5 (3)              | 126,3 (2)  | 285,7 (4)     | 992,4     |
| 4    | Peter Prevc           | Slovenien | 297,3 (3)  | 257,1 (18)             | 122,1 (6)  | 294,8 (2)     | 971,3     |
| 5    | Noriaki Kasai         | Japan     | 294,5 (6)  | 265,3 (6)              | 121,3 (7)  | 281,0 (5)     | 962,1     |
| 6    | Anders Bardal         | Norge     | 297,9 (2)  | 260,6 (13)             | 113,7 (14) | 278,4 (6)     | 950,6     |
| 7    | Kamil Stoch           | Polen     | 272,0 (13) | 264,9 (7)              | 126,4 (3)  | 275,1 (8)     | 938,2     |
| 8    | Gregor Schlierenzauer | Österrike | 281,6 (9)  | 264,8 (8)              | 125,4 (4)  | 260,2 (18)    | 932,0     |
| 9    | Michael Hayböck       | Österrike | 284,6 (7)  | 253,2 (24)             | 102,3 (34) | 266,7 (14)    | 906,8     |
| 10   | Andreas Wellinger     | Tyskland  | 243,2 (29) | 267,2 (5)              | 112,0 (18) | 273,3 (9)     | 895,7     |

### Fotnoter
1. ↑  Oberstdorf Results
2. ↑  Garmisch-Partenkirchen Results
3. ↑  Innsbruck Results
4. ↑  Four Hills Tournament Standings - Läst 6 januari 2014.